# Bilancia (costellazione)
La Bilancia (in latino , "Libra", simbolo: ) è una delle 88 costellazioni moderne, ed era anche una delle 48 costellazioni elencate da Tolomeo. È una delle 12 costellazioni dello zodiaco; le sue dimensioni non sono ridotte, ma non contiene stelle di prima magnitudine. Si trova tra la Vergine ad ovest e lo Scorpione ad est. Come testimoniano i nomi delle sue stelle più brillanti, originariamente faceva parte della costellazione dello Scorpione, di cui rappresentava le chele. 
Da questa costellazione prende il nome il Punto Libra (o Punto Omega), ossia l'intersezione fra l'equatore celeste e l'eclittica in direzione sud; si tratta del punto in cui si osserva il Sole il giorno dell'equinozio d'autunno boreale ed è considerato il grado 180 dell'eclittica, opposto al Primo Punto d'Ariete. A causa della precessione degli equinozi, oggi questo punto si trova nella costellazione della Vergine.

## Caratteristiche

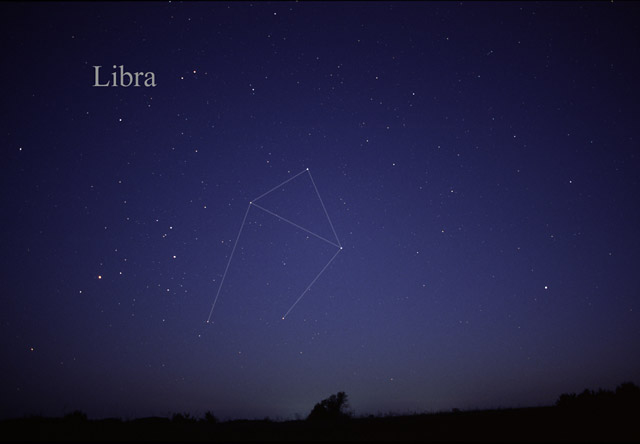
La costellazione della Bilancia sopra l'orizzonte meridionale.

Si tratta di una costellazione relativamente poco appariscente; sebbene le sue stelle principali siano di magnitudine 2, le brillanti costellazioni della Vergine e dello Scorpione, fra le quali la Bilancia si trova stretta, contribuiscono ad oscurarla. Si trova interamente nell'emisfero australe, anche se la parte più settentrionale giace quasi a cavallo dell'equatore celeste.
Le stelle α e β Librae rappresentavano in antichità le due chele dello Scorpione, come testimoniano i nomi arabi Zubenelgenubi e Zubeneschamali (chela nord e chela sud); oggi invece rappresentano i due piatti della Bilancia, ed infatti sono riportati per queste stelle anche i nomi Kiffa borealis e Kiffa australis, ossia il piatto nord e il piatto sud.
Il periodo più adatto per la sua osservazione è compreso fra i mesi di aprile e luglio, dall'emisfero boreale, e per qualche mese in più da quello australe; gli osservatori dell'emisfero nord sono svantaggiati anche perché il periodo di massima visibilità coincide col progressivo aumento delle ore di luce nelle sere primaverili, fatto che riduce notevolmente le ore per la sua osservazione.

### Stelle principali
- β Librae (Zubeneschamali, "chela del nord") è la stella più brillante: si tratta di un astro di magnitudine apparente 2,61, particolare perché si tratta dell'unica stella brillante ad avere un colore spiccatamente verde. Il suo spettro è B8V; dista 160 anni luce.
- α Librae, (Zubenelgenubi, "chela del sud"); è una celebre stella doppia: è composta da due componenti, una bianca e una gialla, di magnitudine 2,75 e 5,15, risolvibili anche con piccoli strumenti. La distanza del sistema è di 77 anni luce.
- σ Librae (Brachium) è una stella rossa di magnitudine 3,25; si tratta di una gigante nella fase terminale della sua vita. Dista da noi 292 anni luce. Era nota in precedenza anche con la sigla γ Scorpii.
- υ Librae è una stella arancione di magnitudine 3,60, distante 224 anni luce.

Fra le altre stelle, spiccano:
- γ Librae (Zubenelakrab), una stella arancione posta nella parte centro-settentrionale della costellazione, di magnitudine 3,91 e distante 152 anni luce.
- Gliese 581, una nana rossa, nota perché possiede un sistema planetario con sei pianeti confermati;
- HD 140283, che a causa della sua incredibile età di circa 14 miliardi di anni, è chiamata Stella di Matusalemme

### Stelle doppie
Fra le stelle doppie ve ne sono alcune facili da risolvere.
- La più famosa coppia della costellazione è formata dalle stelle α Librae e 8 Librae: in realtà non formano una coppia fisica e le due componenti, di seconda e quinta magnitudine, sono separate da quasi 4', diventando separabili anche con un piccolo binocolo.
- ι Librae è un'altra coppia facile; la primaria è di magnitudine 4,5, mentre la compagna è di nona grandezza e si trova a circa 1' di distanza.
- HD 126367 è una coppia di stelle di sesta e settima grandezza, separate da 35" e dunque risolvibili anche con un piccolo telescopio.

| Principali stelle doppie |                                          |                                          |             |             |                                 |        |
| Nome                     | Coordinate equatoriali all'epoca J2000.0 | Coordinate equatoriali all'epoca J2000.0 | Magnitudine | Magnitudine | Separazione (in secondi d'arco) | Colore |
| Nome                     | AR                                       | Dec                                      | A           | B           | Separazione (in secondi d'arco) | Colore |
| HD 126367                | 14h 25m 30s                              | -19° 58′ 12″                             | 6,61        | 7,0         | 35,1                            | b + b  |
| μ Librae                 | 14h 49m 19s                              | -14° 08′ 56″                             | 5,7         | 6,6         | 1,8                             | b + b  |
| α Librae + 8 Librae      | 14h 50m :                                | -16° 02′ :                               | 2,75        | 5,15        | 231                             | b + g  |
| ι Librae                 | 15h 12m 13s                              | -19° 47′ 29″                             | 4,46        | 9,7         | 58,6                            | b + b  |
| HD 138488                | 15h 33m 10s                              | -24° 29′ 26″                             | 7,0         | 7,1         | 9,3                             | b + g  |
| HD 139461                | 15h 38m 40s                              | -08° 47′ 29″                             | 6,48        | 6,60        | 11,9                            | g + g  |

### Stelle variabili
Fra le stelle variabili presenti nella costellazione, solo alcune sono alla portata di piccoli strumenti.
Le più facili sono le Mireidi: la RS Librae è la più luminosa in fase di massimo, arrivando alla magnitudine 7,0; in fase di minimo scende alla tredicesima grandezza e diventa invisibile in piccoli telescopi. Una variazione simile avviene in S Librae, che oscilla fra le magnitudini 7,5 e 13, e RU Librae, la quale però in fase di minimo scende fino alla quattordicesima.
Una variabile a eclisse luminosa e con ampie escursioni è la δ Librae: in poco più di due giorni oscilla tra le magnitudini 4,9 e 5,9; queste variazioni possono essere apprezzate anche ad occhio nudo, avendo altre stelle con cui compararne la luminosità nel corso del tempo.
| Principali stelle variabili |                                          |                                          |             |             |                  |                       |
| Nome                        | Coordinate equatoriali all'epoca J2000.0 | Coordinate equatoriali all'epoca J2000.0 | Magnitudine | Magnitudine | Periodo (giorni) | Tipo                  |
| Nome                        | AR                                       | Dec                                      | Max.        | Min.        | Periodo (giorni) | Tipo                  |
| S Librae                    | 15h 21m 24s                              | -20° 23′ 18″                             | 7,5         | 13,0        | 192,9            | Mireide               |
| Y Librae                    | 15h 11m 41s                              | -06° 00′ 41″                             | 7,6         | 14,7        | 275,7            | Mireide               |
| RR Librae                   | 15h 56m 24s                              | -18° 18′ 15″                             | 7,8         | 15,0        | 276,96           | Mireide               |
| RS Librae                   | 15h 24m 20s                              | -22° 54′ 40″                             | 7,0         | 13,0        | 217,65           | Mireide               |
| RU Librae                   | 15h 33m 17s                              | -15° 19′ 35″                             | 7,2         | 14,4        | 316,56           | Mireide               |
| ES Librae                   | 15h 16m 49s                              | -13° 02′ 21″                             | 7,10        | 7,57        | 0,8830           | Eclisse a contatto    |
| FY Librae                   | 14h 57m 47s                              | -12° 26′ 15″                             | 7,06        | 7,78        | 120              | Semiregolare pulsante |
| δ Librae                    | 15h 99m 58s                              | -08° 31′ 08″                             | 4,91        | 5,90        | 2,3274           | Eclisse               |
| ο Librae                    | 15h 21m 01s                              | -15° 32′ 54″                             | 3,20        | 3,46        | 20:              | Semiregolare          |

## Oggetti del profondo cielo
La Bilancia si trova lontano dalla Via Lattea, ma parte delle sue polveri raggiungono le parti orientali della costellazione; gli oggetti non stellari notevoli sono davvero pochi, ma tra questi c'è il relativamente appariscente ammasso globulare NGC 5897, uno dei meno concentrati che si conoscano.
Fra le galassie, le più brillanti sono una coppia di galassie ellittiche, NGC 5898 e NGC 5903, probabilmente legate a formare una sorta di lontano "Gruppo Locale". Molte altre galassie sono individuabili solo con strumenti di grande potenza o professionali.
| Principali oggetti non stellari |                                          |                                          |                   |             |                                        |              |
| Nome                            | Coordinate equatoriali all'epoca J2000.0 | Coordinate equatoriali all'epoca J2000.0 | Tipo              | Magnitudine | Dimensioni apparenti (in primi d'arco) | Nome proprio |
| Nome                            | AR                                       | Dec                                      | Tipo              | Magnitudine | Dimensioni apparenti (in primi d'arco) | Nome proprio |
| NGC 5897                        | 15h 17m :                                | -21° 01′ :                               | Ammasso globulare | 8,4         | 13                                     |              |
| NGC 5898                        | 15h 18m :                                | -24° 06′ :                               | Galassia          | 11,3        | 2,2 x 2,0                              |              |
| NGC 5903                        | 15h 18m :                                | -24° 04′ :                               | Galassia          | 11,2        | 2,7 x 2,1                              |              |

## Sistemi planetari

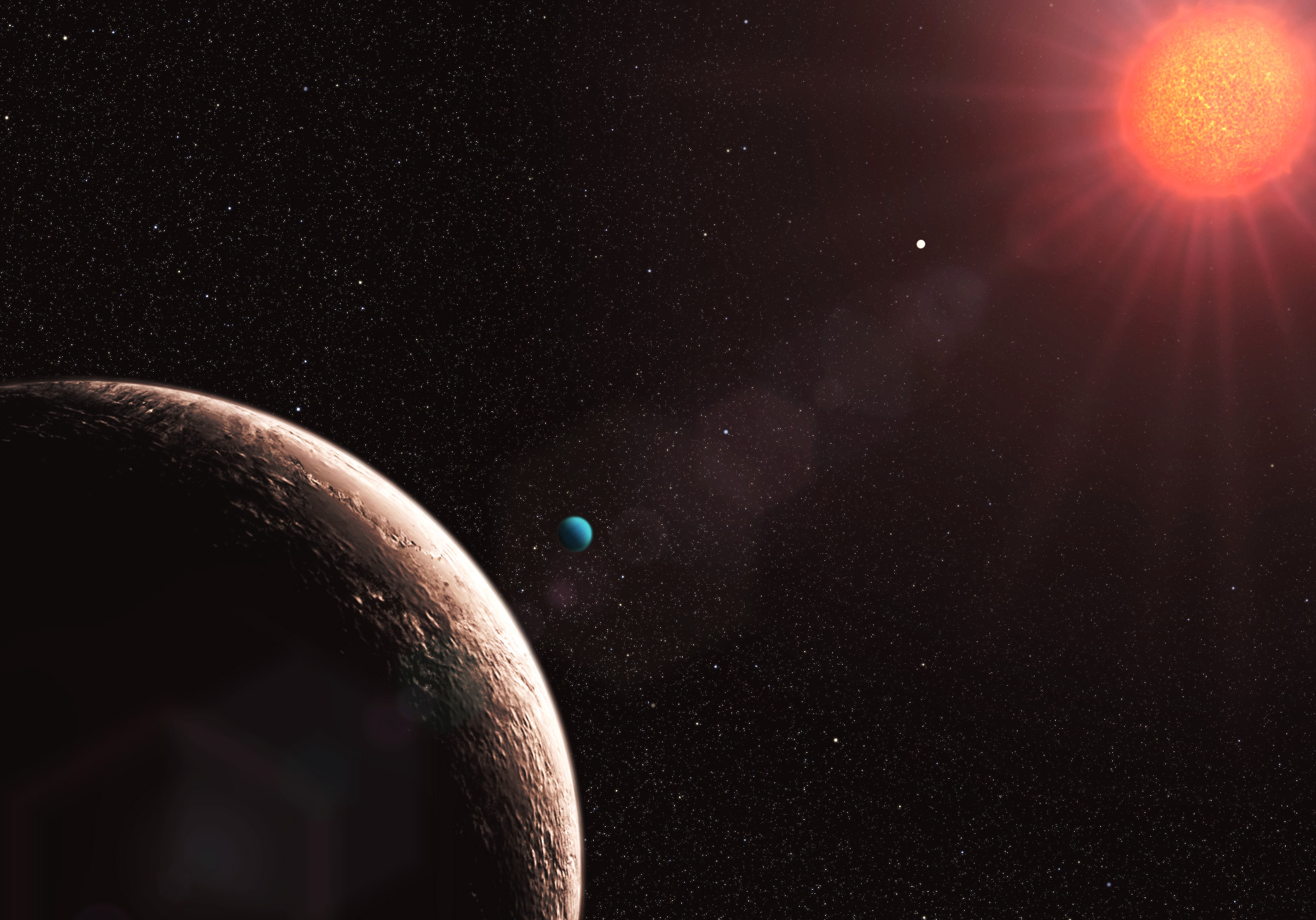
Rappresentazione del sistema planetario di Gliese 581, una nana rossa con sei pianeti accertati.

La Bilancia contiene alcuni sistemi planetari extrasolari; in particolare ve n'è uno particolarmente studiato. quello di Gliese 581; questo sistema ha ben sei pianeti conosciuti, che orbitano attorno a una nana rossa, fra cui una super Terra, il pianeta più interno, noto come Gliese 581 e: esso si trova comunque all'esterno della zona abitabile, ed è improbabile che possieda un'atmosfera a causa della forte radiazione ricevuta dalla sua stella madre. Gli altri pianeti del sistema hanno una massa superiore, fino a raggiungere quella del pianeta Nettuno.
Di scoperta più recente (settembre 2010) i pianeti Gliese 581 f (il più esterno) e Gliese 581 g; quest'ultimo, in particolare, si trova nella zona abitabile della nana rossa, avendo così caratteristiche favorevoli a ospitare la vita. Con questa scoperta, quello di Gliese 581 era divenuto il più grande sistema planetario extrasolare conosciuto, superando quello della stella 55 Cancri, almeno fino alla scoperta del sistema di HD 10180, attorno alla quale orbitano sette pianeti confermati e due in attesa di conferma. 
Altre sistemi noti nella costellazione contengono un solo pianeta. HD 133131 è invece uno dei rari casi di stella binaria dove sono noti pianeti attorno ad entrambe le componenti del sistema, due nane gialle pressoché identiche tra loro e simili al Sole.
| Sistemi planetari |                                          |                                          |             |                            |                              |
| Nome del sistema  | Coordinate equatoriali all'epoca J2000.0 | Coordinate equatoriali all'epoca J2000.0 | Magnitudine | Tipo di stella             | Numero di pianeti confermati |
| Nome del sistema  | AR                                       | Dec                                      | Magnitudine | Tipo di stella             | Numero di pianeti confermati |
| HD 133131         | 15h 03m 36s                              | -27° 50′ 28″                             | 8,4         | Nana gialla (binaria)      | 3 (Ab - Ac - Bb)             |
| 23 Librae         | 15h 13m 29s                              | -25° 18′ 33″                             | 6,47        | Nana gialla                | 2 (b-c)                      |
| Gliese 581        | 15h 19m 27s                              | -07° 43′ 20″                             | 10,55       | Nana rossa                 | 6 (b - c - d - e - f - g)    |
| K2-290            | 15h 39m 26s                              | -20° 11′ 56″                             | 11,11       | Bianco-gialla + nane rosse | 2 (b, c)                     |
| HD 141937         | 15h 52m 18s                              | -18° 26′ 10″                             | 7,25        | Nana gialla                | 1 (b)                        |

## Storia e mitologia

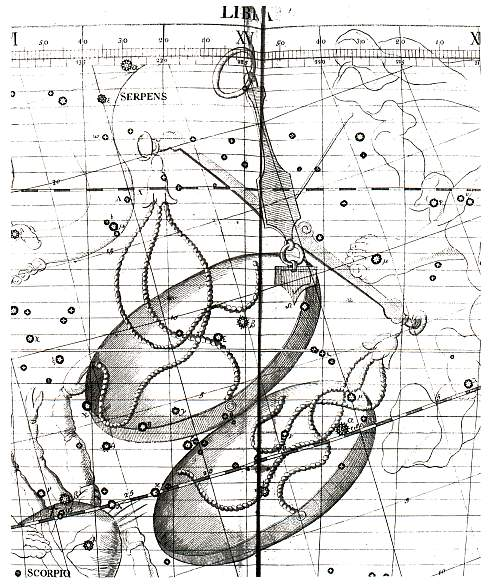
I piatti della Bilancia, come appaiono in Atlas Coelestis di John Flamsteed.

Originariamente, la parte di cielo che ci è nota come Bilancia era occupata dalle chele dello Scorpione. I Greci chiamavano questa zona Chelai (in latino Chelae), che significa appunto «chele», una identificazione che perdura nei nomi delle singole stelle della Bilancia. Oggi, a separazione avvenuta, la Bilancia è una costellazione appena più grande dello Scorpione, ma molto meno visibile.
Ad esempio le consideravano come un'unica costellazione Igino nel Poeticon astronomicon o antichi greci come Eratostene di Cirene ne I Catasterismi. L'influenza di tale non separazione dei due segni zodiacali si trova riflessa in alcune raffigurazioni basate sulle opere astronomiche degli autori greci antichi.
Gemino, scrittore che fiorì verso l'80 a.C., fu il primo che distinse il settimo segno zodiacale, utilizzando il termine Zugos, tradotto poi da Cicerone come Jugum. Il termine Libra fu formalmente adottato dai Romani nel Calendario giuliano.
La Bilancia era una delle costellazioni preferite dai Romani. Si diceva che la Luna fosse stata in Bilancia all'epoca della fondazione di Roma. «L'Italia appartiene alla Bilancia, il segno che più le si addice. Sotto di lei sia Roma che la sua sovranità sul mondo furono fondate», disse lo scrittore latino Manilio. Egli descrisse la Bilancia come «il segno nel quale le stagioni sono in equilibrio, e le ore del giorno e della notte combaciano». È questo un indizio del fatto che i Romani raffiguravano la costellazione come una bilancia perché il Sole si trovava in quella posizione all'equinozio d'autunno, quando il giorno e la notte hanno la stessa durata. Ma l'idea di una bilancia in questa zona non nacque con i Romani, poiché secondo lo storico Gwyneth Heuter i Sumeri conoscevano questa parte di cielo come ZIB-BA AN-NA, la bilancia del cielo, 2000 anni a.C. Da qui l'opinione che i Romani abbiano rispolverato una costellazione che esisteva già in epoca anteriore a quella greca.
La Bilancia è l'unica costellazione dello zodiaco che rappresenti un oggetto inanimato; le altre undici corrispondono ad animali o persone. Una volta stabilito che si trattava di una bilancia fu naturale separarla completamente dallo Scorpione e associarla invece con l'altra figura confinante, la Vergine, che s'identificava con Diche o Astrea, la dea della giustizia. Così i piatti che formano la Bilancia divennero quelli che la dea tiene sollevati verso l'alto.
La stella più brillante della Bilancia, Alfa della Bilancia di II grandezza, si chiama Zubenelgenubi, che in arabo significa «la chela a sud», e ricorda l'identificazione di questa costellazione con le chele dello scorpione dei tempi dei Greci. Beta della Bilancia è Zubeneschamali, «la chela a nord».

## Astrologia
A causa del fenomeno della precessione degli equinozi, non esiste più alcuna corrispondenza sulla volta celeste fra la costellazione astronomica della Bilancia e il relativo segno zodiacale, sebbene, secondo gli astrologi, le caratteristiche ascritte in astrologia al segno zodiacale corrispondente sarebbero in realtà relative al simbolismo della figura che le stelle nella volta celeste ritraggono, e non come erroneamente si pensa alla loro intrinseca posizione.